# Sprue tropicale
Per  sprue tropicale  in campo medico, si intende una sindrome che comprende anemia megaloblastica e malassorbimento. È una malattia da malassorbimento che si trova comunemente nelle regioni tropicali, caratterizzata da appiattimento anormale dei villi e infiammazione del rivestimento dell'intestino tenue. Si differenzia significativamente dalla celiachia. Sembra essere una forma più grave di enteropatia ambientale.

## Epidemiologia
Colpisce prevalentemente nelle zone tropicali e subtropicali, specie nei Caraibi, nell'India del Sud e nel Sud-Est dell'Asia, soprattutto in età infantile e giovane-adulta. Si ritrovano raramente dei casi nelle persone che si recano nelle zone endemiche e soltanto se rimangono per lunghi periodi.

## Sintomatologia
La malattia di solito inizia con un attacco di diarrea acuta, febbre e malessere a seguito della quale, dopo un periodo variabile, il paziente si insedia nella fase cronica di diarrea, steatorrea, perdita di peso, anoressia, malessere e carenze nutrizionali. I sintomi dello sprue tropicale sono:
- Diarrea
- Steatorrea o feci grasse (spesso maleodoranti e di colore biancastro)
- Indigestione
- Spasmi
- Perdita di peso e malnutrizione
- Fatica

Se non trattate, si possono sviluppare carenze di nutrienti e vitamine nei pazienti con sprue tropicale. Queste carenze possono avere questi sintomi:
- Carenza di vitamina A: ipercheratosi o squame cutanee
- Carenze di vitamina B12 e acido folico: anemia (anemia megaloblastica)
- Carenze di vitamina D e calcio: spasmo, dolore osseo, intorpidimento e sensazione di formicolio
- Carenza di vitamina K: lividi

## Eziologia
La causa dello sprue tropicale non è nota. Può essere causata da persistenti infezioni batteriche, virali, amebiche o parassitarie. La carenza di acido folico, gli effetti del grasso malassorbito sulla motilità intestinale e la crescita eccessiva batterica intestinale persistente possono combinarsi per causare il disturbo. È stato proposto un legame tra la proliferazione batterica intestinale e la sprue tropicale nell'eziologia della sindrome dell'intestino irritabile post-infettiva (IBS).
Le cause che generano tale patologia risultano sconosciute, ma si ipotizzano infezioni batteriche (prevalentemente da Klebsiella pneumoniae, Escherichia coli o Enterobacter cloacae), virali o parassitarie o da tossine alimentari.

## Diagnosi
La diagnosi di sprue tropicale può essere complicata perché molte malattie hanno sintomi simili. I seguenti risultati dell'indagine sono suggestivi:
- Appiattimento anormale dei villi e infiammazione del rivestimento dell'intestino tenue, osservato durante una procedura endoscopica.
- Presenza di cellule infiammatorie (molto spesso linfociti) nella biopsia del tessuto dell'intestino tenue.
- Bassi livelli di vitamine A, B12, E, D e K, nonché albumina sierica, calcio e acido folico, rivelati da un esame del sangue.
- Eccesso di grasso nelle feci (steatorrea).
- Piccole pieghe intestinali ispessite osservate durante l'imaging.

Sprue tropicale è in gran parte limitato a circa 30 gradi a nord e sud dell'equatore. Recenti viaggi in questa regione sono un fattore chiave nella diagnosi di questa malattia in residenti di paesi al di fuori di quella regione geografica.
Altre condizioni che possono assomigliare alla sprue tropicale devono essere differenziate. La celiachia (nota anche come sprue celiaca o enteropatia sensibile al glutine), presenta sintomi simili alla sprue tropicale, con l'appiattimento dei villi e l'infiammazione dell'intestino tenue ed è causata da un disturbo autoimmune in soggetti geneticamente sensibili innescato dal glutine ingerito. Il malassorbimento può anche essere causato da infezioni da protozoi, tubercolosi, HIV / AIDS, immunodeficienza, pancreatite cronica e malattia infiammatoria intestinale. L'enteropatia ambientale è una condizione subclinica meno grave simile a quella tropicale.
La sindrome tropicale deve essere sospettata in qualunque persona affetta da anemia megaloblastica e da malassorbimento, che ha vissuto in un'area endemica. In questi casi dovrà essere esclusa la malattia celiaca. La biopsia digiunale mostra gradi variabili di allargamento e appiattimento dei villi. Una volta posta la diagnosi, la s. tropicale si cura con terapia antibiotica (tetracicline), vitamina B12 e acido folico per almeno 6 mesi.

### Esami
Per la diagnosi sono effettuati diversi esami:
- Biopsia del tenue
- Endoscopia
- Valutazione dell'albumina

## Prevenzione
Le misure preventive per i visitatori delle aree tropicali in cui esiste la condizione includono misure per ridurre la probabilità di gastroenterite. Questi possono comprendere l'uso di solo acqua in bottiglia per bere, lavarsi i denti e lavare i cibi ed evitare la frutta lavata con acqua di rubinetto (o consumare solo frutta sbucciata, come banane e arance). I servizi igienico-sanitari di base sono necessari per ridurre la contaminazione fecale-orale e l'impatto dell'enteropatia ambientale nei paesi in via di sviluppo.

## Terapia
Il trattamento consiste nella somministrazione di principi attivi quali tetraciclina (250 mg per 1-2 mesi) o sulfametossazolo- trimetoprim (Cotrimossazolo) per 3-6 mesi. L'integrazione di vitamine B12 e acido folico migliora l'appetito e porta ad un aumento di peso.

## Prognosi
La prognosi per lo sprue tropicale può essere eccellente dopo il trattamento. Di solito non si ripresenta nelle persone che sviluppano la patologia durante il viaggio verso le regioni colpite. Il tasso di ricorrenza per i nativi è di circa il 20%, ma un altro studio ha dimostrato che i cambiamenti istologici possono persistere per diversi anni.

## Storia
La malattia fu descritta per la prima volta da William Hillary nel 1759 alle Barbados.
La Sprue tropicale fu responsabile di un sesto di tutte le vittime subite dalle forze alleate in India e nel sud-est asiatico durante la seconda guerra mondiale.
L'uso di acido folico e vitamina B12 nel trattamento dello sprue tropicale fu promosso alla fine degli anni '40 dal Dr. Tom Spies dell'Università dell'Alabama, mentre conduceva le sue ricerche a Cuba e a Puerto Rico.